# Жакото, Жан Жозеф
Жан-Жозеф Жакото (фр. Jean-Joseph Jacotot; 4 марта 1770, Дижон — 30 июля 1840, Париж) — французский педагог.

## Биография
Был адвокатом, затем профессором математики и гуманитарных наук, директором политехнической школы и, наконец, профессором французского языка и литературы в Лувене (Бельгия) с 1818 по 1830, где выступил в 1818 со своим методом преподавания.

## Метод преподавания по Жакото
Принципы этого метода следующие: кто сильно хочет, тот может; человеческий разум способен сам образовать себя, без указаний преподавателя; умственные способности у всех одинаковы. Метод Жакото, как и метод Песталоцци, направлен на стимулирование умственной деятельности обучаемого. Жакото ставил на первый план упражнения по укреплению памяти; в преподавании языков он обращал основное внимание на обучение чтению. Метод Жакото применялся для обучения математике, географии, истории, естественным наукам и даже к музыке и рисованию.